# توماس فرانك (مدرب كرة قدم)
توماس فرانك (بالدنماركية: Thomas Frank)‏ هو مدرب كرة قدم دنماركي، ولد في 9 أكتوبر 1973 في الدنمارك في مملكة الدنمارك.

## وصلات خارجية
- توماس فرانك على موقع قاعدة بيانات كرة القدم.إي يو (الإنجليزية)
- توماس فرانك على موقع Soccerbase.com (مدرب) (الإنجليزية)
- توماس فرانك على موقع Soccerway.com (الإنجليزية)
- توماس فرانك على موقع عالم كرة القدم.نت (الإنجليزية)